# Pe-8 (航空機)
ペトリャコフ Pe-8 (TB-7、ANT-42)
ペトリャコフ Pe-8 (TB-7)
- 用途：戦略爆撃機・輸送機
- 設計者：ウラジミール・ペトリャコフ
- 製造者：第124工廠
- 運用者： ソビエト連邦（赤色空軍）
- 初飛行：1936年12月27日
- 生産数：93機
- 生産開始：1939年
- 運用開始：1940年
- 退役：1954年
- 運用状況：退役

ペトリャコフ Pe-8（ロシア語: Петляков Пе-8）は、第二次世界大戦中に戦闘に参加したソビエト連邦の唯一の戦略爆撃機である。

## 開発
ソ連空軍（赤色空軍）は4発爆撃機としてTB-3を配備していたが、波板外板という旧式設計であり、性能の陳腐化は著しかった。1934年にはツポレフ設計局に対し、TB-3の後継となり、高度8,000 mで最高速度に達することができる高速の新型長距離爆撃機TB-7（ANT-42）の設計が指示された。ツポレフ設計局ではウラジミール・ペトリャコフを主任設計技師に設計を始め、1936年12月に試作機を完成させた。同年12月27日の初飛行も成功裏に終わり、主任設計技師の名を冠してPe-8と改称されたが、当時ソ連で最大馬力を発揮する航空エンジンであったミクーリン M105（1,100馬力）をもってしても、試作機の飛行性能は低く、空軍の期待を裏切るものであった。そこで、主機をミクーリン AM-34に換装し、エンジンへの過給機として、M-100を1基胴体に搭載するといった改良が試みられた。1939年になると、強力なAM-35A（1,350馬力）が実用段階に入り、このエンジンに再換装した状態で飛行試験が再開された。機体はなおも馬力不足であったが、性能向上が見られ要求性能は満たしたため、同年生産が始まった。

## 設計
機体は中翼単葉の全金属製で、波板貼り直線構造のTB-3と比べて遥かに近代的であった。エンジンは液冷だったが、その冷却装置を左右内側のエンジンナセルに集約し、さらにエンジンナセルに主脚を格納できるようにした上に、その後方にUB 12.7mm機関銃1丁を装備した防御銃座を設けたため、内側のエンジンナセルが外側のそれよりも大きく膨らんでいるという異様な形態をしていた。防御兵装はかなり強力で、この他にも胴体背部と尾部銃座にShVAK 20mm機関砲各1丁、胴体両側面にUB 12.7mm機関銃を各1丁、機首にUB 12.7mm機関銃を2丁装備した。なお、ソ連空軍機で尾部銃手を配置した機体はPe-8が最初である。爆弾搭載量は4.5 tだが、これは当時の他の4発重爆撃機に比べて少ないものであり、主機の馬力不足が如実に影響していた。

## 運用
Pe-8は1940年に配備が始まり、1941年8月9日のベルリン空襲で初陣を飾った。この作戦では、8機がベルリンを目指して飛び立ったが、離陸直後にエンジントラブルで墜落する機もあり、ベルリンに到達したのは4機だけ、帰還できたのは2機だけだった。高度8,000 mでは、この爆撃機はドイツのメッサーシュミット Bf109Bやハインケル He112 戦闘機よりも高速であった。しかし、独特のエンジン冷却機構や過給機を別途設けたことにより主機の信頼性は低く、戦線でも様々なエンジンに換装されたが、エンジントラブルは一向に収まらなかった。中にはM-30B ディーゼルエンジンを装着するという奇抜な試みもあったが、航続距離が増加する一方で技術的な問題が発生し、ついに M-30B エンジンは取り外された。さらに、元々エンジンの馬力不足が課題であったが、1943年になって強力なシュベツォフ ASh-82星型エンジン が装着され、その後さらに強力な M-82FN エンジンに換装された。
しかし、巨大であることを除けば特にすぐれた航空機ということもなく、広く使われるということもなかった。1942年以降、Pe-8の出撃記録は急激に減少しており、もっぱら輸送機としての利用が多くなった。1942年6月に行なわれたヴャチェスラフ・モロトフ外務大臣のワシントンD.C.訪問には、唯一の国産の近代的な4発機であったPe-8が用いられた。モロトフ外相を乗せたPe-8は、モスクワからスコットランド、アイスランド、カナダを経て、約17,700 kmを飛行し、無事ワシントンに到着している。
1942年には航空事故によりペトリャコフが死亡したが、製作計画を引き継いだI・F・ニュズバル(Iossif Neswal)が考案したいくつかの空力的な改良が加えられていた。しかし、ニュズバルによる改良はペトリャコフ以上には成功しなかった。相次ぐ改修にもかかわらずPe-8の性能は低いままで、双発のIl-4の方が優れた性能を示したこともあって当局はPe-8に関心を示さない面があり、結局 Pe-8 の生産は1944年に中止され、総生産機数は100機にも満たなかった。しかし輸送機としての息は長く、戦後しばらくたってもなお用いられていた。

## 性能諸元
出典：
- 全幅：40.0 m
- 全長：24.5 m
- 全高：6.2 m
- 空虚重量：18,571kg
- 総重量：27,000 kg
- 最大離陸重量：35,000 kg

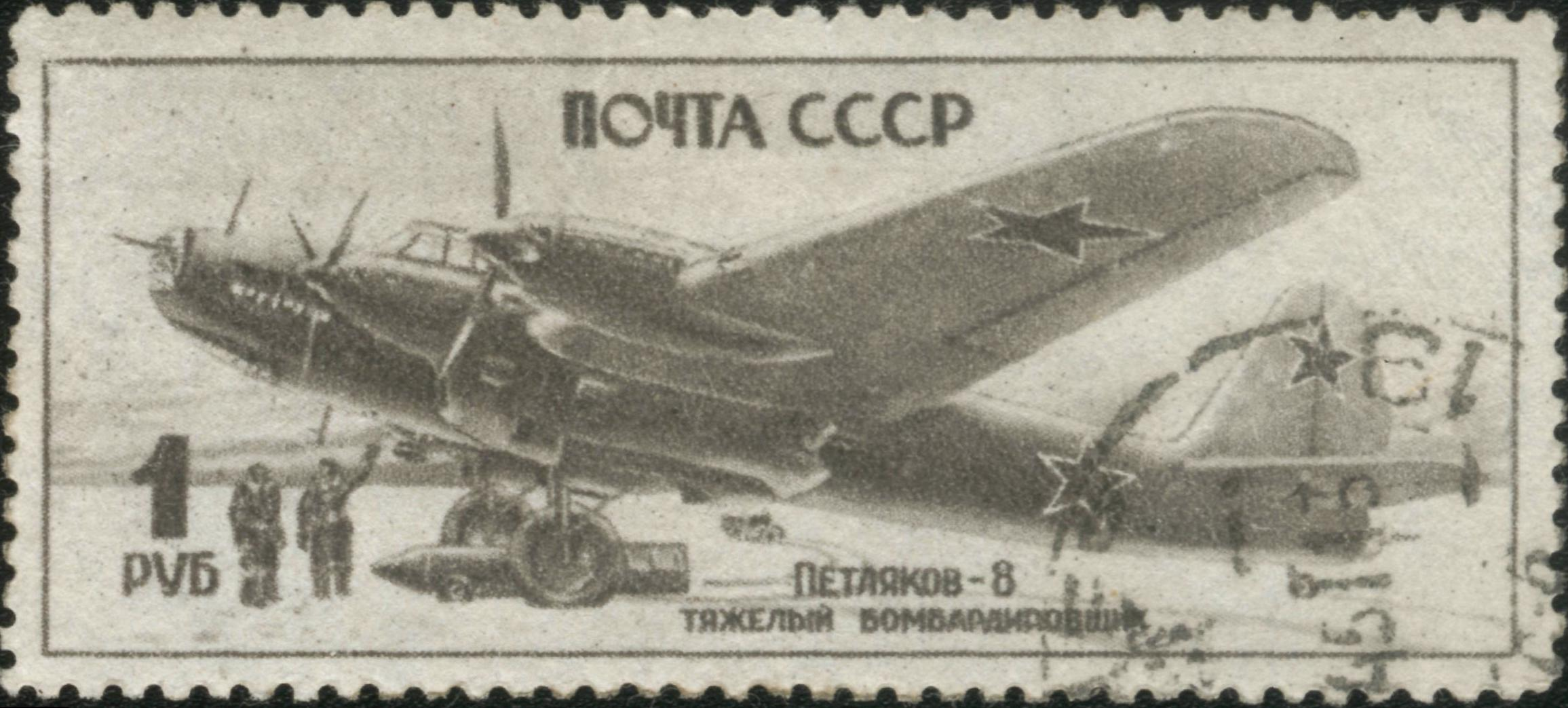
Pe-8を描いた1ルーブル切手

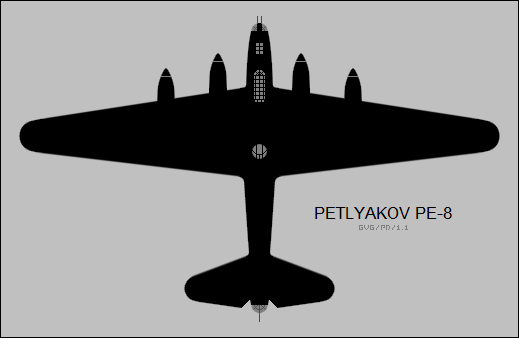
Pe-8

- エンジン：シュベツォフ ASh-82星型エンジン（1,700馬力） ×4発
- 最高速度：時速443 km
- 実用上昇限度：8,850 m
- 航続距離：3,720 km
- 乗員：11 ~ 12 名
- 固定武装：
  - ShVAK 20mm機関砲×2門（尾部・胴体背部）
  - UBT 12.7mm機関銃×2丁（左右エンジンナセル後方）
  - ShKAS 7.62mm機関銃×2丁（機首連装）
- 爆弾搭載量：5,000 kg（AM-35A搭載型：4,500 kg）